# Adaptive switching
Adaptive switching je v informatice metoda přeposílání datových rámců v počítačových sítích. Pracuje-li switch v adaptivním režimu, nakládá s daty podle metody cut through. Zvýší-li se však množství chyb v přenosu na některém portu switche, dojde ke změně nastavení a dále se používá metoda store and forward.
Z toho vyplývá, že tato metoda dokáže efektivně optimalizovat výkon switche v závislosti na podmínkách, ve kterých switch pracuje. Jsou-li komunikace bezchybná, zaručí metoda cut through jejich doručení příjemci s nejmenší možnou latencí. Avšak v případě, že dochází při přenosu k chybám, postará se metoda store and forward o to, aby síť zbytečně nezahlcovaly vadné rámce.